# Jozef Gregor-Tajovský
Pour les articles homonymes, voir Jozef et Gregor.
Jozef Gregor, (plus connu sous le nom de Jozef Gregor-Tajovský), né le 18 novembre 1874 à Tajov en Autriche-Hongrie, et mort le 20 mai 1940 à Bratislava en Slovaquie, est un écrivain, poète, enseignant et une personnalité politique slovaque.